# Hu Jintao
Hu Jintao (en chino simplificado, 胡锦涛; en chino tradicional, 胡錦濤; pinyin, Hú Jǐntāo; Taizhou, Jiangsu; 21 de diciembre de 1942) es un político chino que ocupó los cargos de secretario general del Partido Comunista de China desde el año 2002 hasta 2012, presidente de la República Popular China desde 2003 a 2013 y presidente de la Comisión Militar Central desde 2004, sucediendo a Jiang Zemin como jefe de la cuarta generación de dirigentes del Partido Comunista de China, hasta noviembre de 2012 siendo sucedido en este y los otros cargos por Xi Jinping.
Hu ha participado en la burocracia del Partido Comunista durante la mayor parte de su vida adulta, en particular como secretario del partido por la provincia de Guizhou y la Región autónoma del Tíbet y luego como Primer Secretario del Secretariado del PCCh y Vicepresidente bajo el exlíder Jiang Zemin. Hu es el primer líder del Partido Comunista, sin credenciales revolucionarias significativas.  Como tal, su ascenso a la presidencia representó la transición del liderazgo comunista de China hacia tecnócratas más jóvenes y pragmáticos.
En su mandato, Hu restableció el control estatal en algunos sectores de la economía que habían sido flexibilizados por la administración anterior y ha sido conservador con las reformas políticas. Junto con su colega, el Premier Wen Jiabao, Hu presidió casi una década de constante crecimiento y desarrollo económico que consolidó a China como una gran potencia mundial. Intentó mejorar la igualdad socioeconómica interna mediante el Concepto Científico de Desarrollo, cuyo objetivo es construir una "sociedad armoniosa" que sea próspera y libre de conflictos sociales. Mientras tanto, Hu mantuvo un férreo control político en China, frenando los disturbios sociales, las protestas de las minorías étnicas y las figuras disidentes. En política exterior, Hu abogó por el "desarrollo pacífico de China", buscando tener un poder blando en las relaciones internacionales y un enfoque orientado a los negocios con la diplomacia. A lo largo de su mandato, la influencia de China ha aumentado en África, América Latina y otros países en desarrollo.
Hu posee un estilo de liderazgo discreto y reservado y al parecer es un firme creyente en la administración basada en el consenso. Estos rasgos lo han hecho ser una figura bastante indiferente en el ojo del público, encarnando el enfoque de la política china sobre la competencia tecnocrática, en lugar de la personalidad. Debido a las restricciones de mandato, Hu tuvo que dimitir como secretario general en 2012 y como presidente en 2013.

## Primeros años
Nació en Taizhou, Jiangsu el 21 de diciembre de 1942. Su rama familiar migró del Condado de Jixi de la provincia de Anhui a Jiangyan durante la generación de su abuelo. Por lo tanto, los registros oficiales lo describen como un nativo de Jixi sin mención de Jiangsu.
Aunque su padre poseía un pequeño negocio de té en Taizhou, la familia era relativamente pobre. Su madre murió cuando él tenía siete años, y fue criado por una tía. Más tarde, su padre fue denunciado durante la Revolución Cultural, un evento que (junto con sus orígenes relativamente humildes) al parecer tuvo un profundo efecto sobre Hu, quien diligentemente intentó limpiar el nombre de su padre.
Hu fue un talentoso estudiante en la escuela secundaria, sobresaliendo en actividades como cantar y bailar. En 1964, mientras todavía era un estudiante en la Universidad Tsinghua de Pekín, se unió al Partido Comunista de China (PCCh), antes de la Revolución Cultural. En ese momento era el presidente de la Unión de Estudiantes de Tsinghua. Se graduó en ingeniería hidráulica en 1965 y en Tsinghua, se encontró con una compañera de estudios llamada Liu Yongqing, quien luego sería su esposa. Tienen un hijo y una hija llamados Hu Haifeng y Hu Haiqing respectivamente.
En 1968, Hu se ofreció voluntariamente para prestar servicios en Gansu y trabajó en la construcción de la Central Hidroeléctrica de Liujiaxia y administrando asuntos del partido por la rama local del Ministerio de Recursos Hídricos y Energía Eléctrica. De 1969 a 1974, Hu trabajó para la Oficina de Ingeniería de Sinohydro, como ingeniero.

## Carrera política temprana
En 1973, Hu fue transferido para el Departamento de Construcción de Gansu como secretario. Al año siguiente fue ascendido a jefe superior. En 1980, Deng Xiaoping implementó el programa de las "cuatro transformaciones", cuyo objetivo era producir líderes comunistas que fueran "más revolucionarios, más jóvenes, con más conocimientos y más especializados." En respuesta a esta búsqueda nacional de miembros jóvenes para el partido, Song Ping, el primer Secretario del Comité del PCCh de Gansu (gobernador de Gansu) descubrió a Hu Jintao y lo promovió varias filas hasta la posición de jefe adjunto de la comisión. Otro protegido de Song, fue Wen Jiabao, que también se hizo prominente al mismo tiempo.
En 1982, Hu fue ascendido a la posición de secretario de la filial de la Liga de la Juventud de Gansu y fue nombrado director de la Federación de Jóvenes de Toda China. Su mentor Song Ping fue transferido a Beijing como Ministro de la Organización del Partido Comunista de China y estuvo a cargo de la recomendación, candidatura y promoción de los cuadros superiores. Con el apoyo de Hu Yaobang y Deng Xiaoping, Hu tendría asegurado un futuro brillante en el partido. En 1982, a sugerencia de Song Ping, las autoridades centrales del partido lo invitaron a Beijing para estudiar en la Escuela Central del Partido. Poco después, fue transferido a Beijing y nombrado para la secretaría del Comité Central de la Liga de la Juventud Comunista (CCLJC). Dos años más tarde fue promovido a primer secretario del CCLJC, convirtiéndose por lo tanto en su líder. Durante su mandato en la Liga de la Juventud, Hu acompañó a Hu Yaobang, quien era secretario general del PCCh en ese entonces, en las visitas por todo el país. Hu Yaobang, un veterano proveniente de la Liga de la Juventud, pudo recordar su juventud mediante la compañía de Hu.

### Secretario del Comité del Partido de Guizhou
En 1985, Hu Yaobang presionó para que Hu Jintao fuera transferido a Guizhou como Secretario del Comité provincial del Partido Comunista de China. Hu trató de mejorar la economía de la provincia rezagada y supuestamente visitó la totalidad de sus ochenta y seis condados. Mientras estuvo en Guizhou, fue cuidadoso en seguir las directivas de Beijing y tuvo una reputación de ser "hermético"; raramente ofrecía sus opiniones sobre cuestiones políticas en público. Mientras que Hu fue visto generalmente como un funcionario con integridad y honestidad, algunos lugareños preferían a su predecesor Zhu Houze. En 1987, Hu Jintao controló cuidadosamente la protesta de los estudiantes locales paralela al muro de la Democracia, mientras que en Beijing protestas similares resultaron en la renuncia forzada de Hu Yaobang.

### Tenencia en el Tíbet
La salida de su patrocinador Hu Yaobang de la escena política fue inicialmente considerada desfavorable para Hu Jintao. Fue criticado por algunos veteranos del partido por no criticar al reformista derrocado. En 1988, Hu pasó a convertirse en Secretario del Partido del Comité Regional de la Región Autónoma de Xizang, la mayor zona conflictiva, teniendo también el papel de comisario político de las unidades del Ejército Popular de Liberación local. Un número de tibetanos se opusieron durante mucho tiempo a la política del Gobierno en la región y a los disturbios y conflictos étnicos que se gestaban, particularmente por los sentimientos antichinos de la etnia han entre los tibetanos locales. Los enfrentamientos menores habían estado ocurriendo desde 1987, y cuando la escala de malestar creció, Hu respondió con el despliegue de unos 1700 agentes de la Policía Armada Popular en Lhasa en febrero de 1989, en un intento de advertir contra nuevas perturbaciones. El aumento de los enfrentamientos culminó en graves disturbios en el núcleo de Lhasa el 5 de marzo de 1989, cinco días antes del 30.º aniversario del levantamiento tibetano de 1959. Lo que ocurrió después es cuestión de disputa: los manifestantes acusaron a la policía de dispararles arbitrariamente, y la policía alegó que había actuado en defensa propia. Además, se especuló que Hu había retrasado sus órdenes de reprimir a los manifestantes hasta altas horas de la tarde, cuando el jefe de la policía se vio obligado a actuar porque la situación estaba fuera de control. Los manifestantes fueron reprimidos temprano al día siguiente, y Hu pidió a Beijing para declarar la ley marcial el 8 de marzo.
Nunca quedó claro el papel de Hu en las manifestaciones y disturbios del 5 de marzo. A pesar de que sea un protocolo general que Hu debió haber aprobado por lo menos implícitamente el uso de la fuerza contra los manifestantes, si realmente dio estas órdenes a lo largo de 5 de marzo es una cuestión de debate. Además, John Tkacik cita que Hu había coordinando con la Región Militar de Chengdu para que las tropas estuvieran en alerta máxima a medida que progresaba la situación. Algunos analistas diplomáticos vincularon lo que vieron como un uso brutal de la fuerza por parte de Hu con la represión a los activistas y estudiantes en la Plaza de Tian'anmen apenas tres meses después. Si es cierto que Hu "estimuló" al EPL el 4 de junio es un asunto de debate, pero quedó claro que las acciones de Hu en Lhasa le valieron una atención sin precedentes en los escalafones superiores de poder del partido, incluyendo el líder supremo Deng Xiaoping. Cuando los tanques rodearon en la Plaza de Tian'anmen, Hu fue uno de los primeros líderes regionales en declarar su apoyo a las autoridades centrales. Hu experimentó enfermedades por la altura en junio de 1990 y volvió a Beijing, aunque permaneció en su cargo por otros dos años, durante los cuales Hu logró pocas cosas. Su partida a Beijing fue vista como un medio para volver a la página central de la política china, que llevó a algunas dudas sobre si estaba o no tan mal como lo había reclamado.

## Candidatura
Antes de la apertura del XIV Congreso Nacional del PCCh en 1992, los altos dirigentes del partido, incluyendo Deng y Chen Yun, fueron a seleccionar los candidatos para el Comité Permanente del Politburó para asegurar una transición pacífica del poder de la denominada segunda generación de líderes (Deng, Chen, Li Xiannian, Wang Zhen, etc.) a la tercera generación de líderes del Partido Comunista chino (Jiang Zemin, Li Peng, Qiao Shi etc.). Deng también propuso que se debería considerar a otro candidato para una futura transición posterior, de preferencia alguien menor de cincuenta años para que representara la próxima generación de líderes. Song, como el jefe de la organización, recomendó a Hu como un candidato ideal para la perspectiva de un futuro líder. Como resultado, poco antes de su cumpleaños número 50, Hu Jintao se convirtió en el más joven de los siete miembros del Comité Permanente del Politburó y el segundo miembro más joven del Comité Permanente del Politburó desde que el PCCh tomó el poder en 1949.
En 1993, Hu se hizo cargo de la Secretaría del Comité Central del PCCh, supervisando las operaciones diarias del Comité Central, y la Escuela Central del Partido, algo que le convenía para poder crear a sus propios partidarios en los cuadros superiores del PCCh. Hu también fue puesto a cargo de la labor ideológica del PCCh y aunque fue considerado el heredero de Jiang, siempre tuvo mucho cuidado para garantizar que Jiang estuviera en el centro de las atenciones. A finales de 1998, Hu promovió el impopular movimiento de Jiang de los "tres énfasis" – "énfasis en el estudio, énfasis en la política y énfasis en las tendencias saludables" – dando discursos para promocionarlo. En 2001, divulgó la teoría de la triple representatividad, con la que Jiang esperaba colocarse al mismo nivel que otros teóricos marxistas. Como resultado, dejó al público con una impresión de ser discreto, cortés y experto en la formación de coaliciones. En 1998, Hu fue elegido vicepresidente de China, y Jiang quería que desempeñara un papel más activo en los asuntos exteriores. Hu se convirtió en la voz principal de China durante el bombardeo de la OTAN a la embajada china en Belgrado en 1999.

## Secretaría y Presidencia

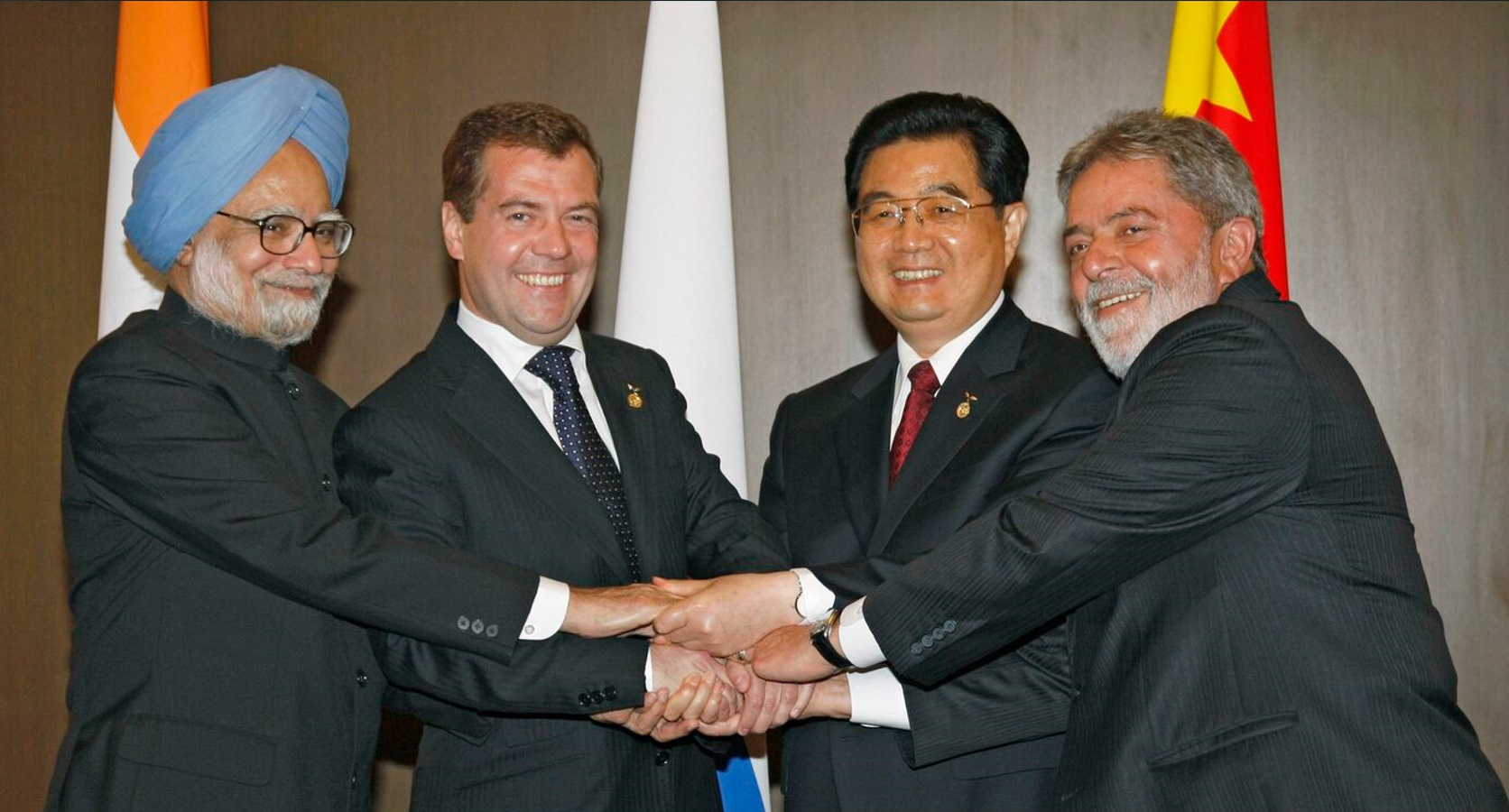
Hu Jintao con los líderes de los países del BRIC, desde la izquierda, Singh, Medvédev y Lula.

Desde que asumió el cargo de secretario general del Partido en el XVI Congreso Nacional del Partido Comunista de China, Hu y su primer ministro, Wen Jiabao, propusieron establecer una sociedad armoniosa que apuntara a disminuir la desigualdad y a cambiar el estilo de las políticas del "PIB en primer lugar y bienestar en segundo". Se centraron en los sectores de la población china que han quedado atrás en la reforma económica e hicieron una serie de viajes de alto nivel a las zonas más pobres de China con el objetivo de comprender mejor estas áreas. Hu y Wen Jiabao también han tratado de alejarse de la política de favorecer el crecimiento económico a toda costa, centrándose en una visión más equilibrada de crecimiento que incluye los factores de desigualdad social y daños al medio ambiente, incluyendo el uso del producto interno bruto verde en las decisiones de gestión. Sin embargo, la camarilla de Jiang, mantuvo el control en la mayoría de las regiones en desarrollo, por lo tanto, las medidas de regulación macroeconómica Hu y Wen han enfrentado una gran resistencia.

### Crisis del SARS
La primera crisis del liderazgo de Hu ocurrió durante el brote de SARS en 2003. A raíz de las fuertes críticas hechas a China por cubrir y responder lentamente en un principio a la crisis, despidió a varios funcionarios del partido y del Gobierno, incluyendo al ministro de salud, que apoyaba a Jiang y al alcalde de Pekín, Meng Xuenong, que era ampliamente visto como un protegido de Hu. La destitución de Meng fue vista en ocasiones como un compromiso hecho para erosionar el apoyo de Jiang en el partido. Hu y Wen tomaron medidas para aumentar la transparencia de los informes de China a las organizaciones internacionales de salud, asestando indirectamente un golpe a la postura de Jiang sobre el tema en cuestión.

### Sucesión de Jiang Zemin
El 15 de noviembre de 2002, un nuevo Politburó encabezado por Hu Jintao sucedió nominalmente Jiang y aunque Jiang, con 76 años de edad, renunció al poderoso cargo de secretario general y al Comité Permanente del Politburó para dar paso a una más joven cuarta generación de liderazgo, se especuló que conservaría una influencia significativa debido a que Hu no se había asociado a la influyente camarilla de Shanghái de Jiang, a la que se creía que estaban vinculados seis de los nueve miembros del todopoderoso Comité Permanente. Sin embargo, los desarrollos posteriores muestran que muchos de sus miembros cambiaron sus posiciones. Zeng Qinghong, por ejemplo, pasó de ser un discípulo de Jiang a servir como intermediario entre las dos facciones. En 2003, Jiang también fue reelegido para el cargo de Presidente de la Comisión Militar Central, un puesto mediante el cual Deng Xiaoping fue capaz de ejercer el poder bajo cuerda como 'líder supremo', conservando así el poder militar.
Los observadores occidentales atribuyen un sentido de prudencia a las filosofías de Hu, citando la historia reciente de herederos caídos de China. Deng Xiaoping designó a tres secretarios generales del partido, todos ellos designados para ser sucesores y fue clave en la destitución de dos de ellos, Hu Yaobang y Zhao Ziyang. Su tercera y última selección, Jiang Zemin, continuó el triunfo de Deng, a pesar de su ambiguo apoyo y fue el único secretario general en la historia de la China comunista en abandonar voluntariamente su puesto cuando terminó su mandato.
Aunque muchos creen que Hu fue cuidadosamente seleccionado por Deng como el miembro más joven de los máximos dirigentes de China y como el principal candidato para suceder a Jiang, había ejercido una gran cantidad de habilidades políticas entre 1992 y 2002 para consolidar su posición y finalmente surgir como heredero de Jiang por méritos propios. Hu también se benefició de la lenta pero progresiva institucionalización de la sucesión de poder dentro del partido, algo que sus antecesores carecían por completo. Desde principios de los 80, la República Popular de China ha estado marcada por la progresiva institucionalización y el gobierno por consenso, alejándose del modelo autoritario maoísta. Aunque aún no se ha establecido una institución jurídica al estilo occidental y el Estado de Derecho, la sucesión del poder de Hu se llevó a cabo de una forma bastante ordenada y civil, que no tenía precedentes en la historia de la China comunista. Se espera que esta tendencia continúe y que surja un mecanismo institucionalizado de transición de poder, primero quizás dentro del partido. De hecho, se ha declarado uno de los principales objetivos del partido es crear un sistema ordenado de sucesión y un mecanismo para impedir gobierno informal y el culto a la personalidad.
La rivalidad entre Jiang y Hu después que el primero dimitió de sus cargos fue, sin duda, un producto inevitable de la tradición china de sucesión. Algunos analistas sostienen que aunque Jiang había consolidado su poder cuando se retiró, su estatura ideológica dentro del Partido Comunista sigue siendo inestable en el mejor de los casos y tuvo que comprar tiempo para asegurar que su legado ideológico, como las tres representaciones, se consagraran en la doctrina del socialismo de China. Jiang renunció como Presidente de la Comisión Militar Central en septiembre de 2004, siendo este su último cargo oficial. Si esto fue el resultado de la presión de Hu o una decisión personal es tema de especulación. Desde ese entonces, Hu se hizo cargo oficialmente de las tres instituciones de la República Popular de China y su poder recae sobre el partido, el Estado, así como las fuerzas armadas, convirtiéndose por lo tanto, en el líder supremo informalmente.
Hu y el primer ministro Wen Jiabao heredaron una China forjada con problemas sociales, políticos y ambientales internos. Uno de los mayores desafíos que enfrenta Hu es la disparidad de gran riqueza entre los chinos ricos y pobres, por lo que el descontento y la ira llegaron a un grado tal que causó estragos en el sistema comunista. Además, el nepotismo y la corrupción que azota a la administración pública, sistemas militares, educativos, judiciales y médicos de China han deteriorado el país poco a poco. Sin embargo, a comienzos de 2006, Hu inició el movimiento "ocho honores y ocho desgracias" en un intento de promover una actitud más altruista y moral entre la población. El entorno cada vez más frágil de China ha causado una masiva contaminación urbana, tormentas de arena y la destrucción de vastas extensiones de tierras habitables. Queda por ver si Hu, por lo general cauteloso con la naturaleza, es capaz de gestionar el desarrollo pacífico de China evitando incidentes internacionales y al mismo tiempo presidiendo un incremento sin precedentes en el sentimiento nacionalista chino.
En el XVII Congreso Nacional del PCCh, Hu fue reelegido como secretario general y como presidente de la Comisión Militar Central el 22 de octubre de 2007. En la XI Asamblea Popular Nacional, Hu fue reelegido como presidente el 15 de marzo de 2008 y también fue reelegido como Presidente de la Comisión Militar Central de China.

## Posiciones políticas

### Perspectiva científica y sociedad armoniosa

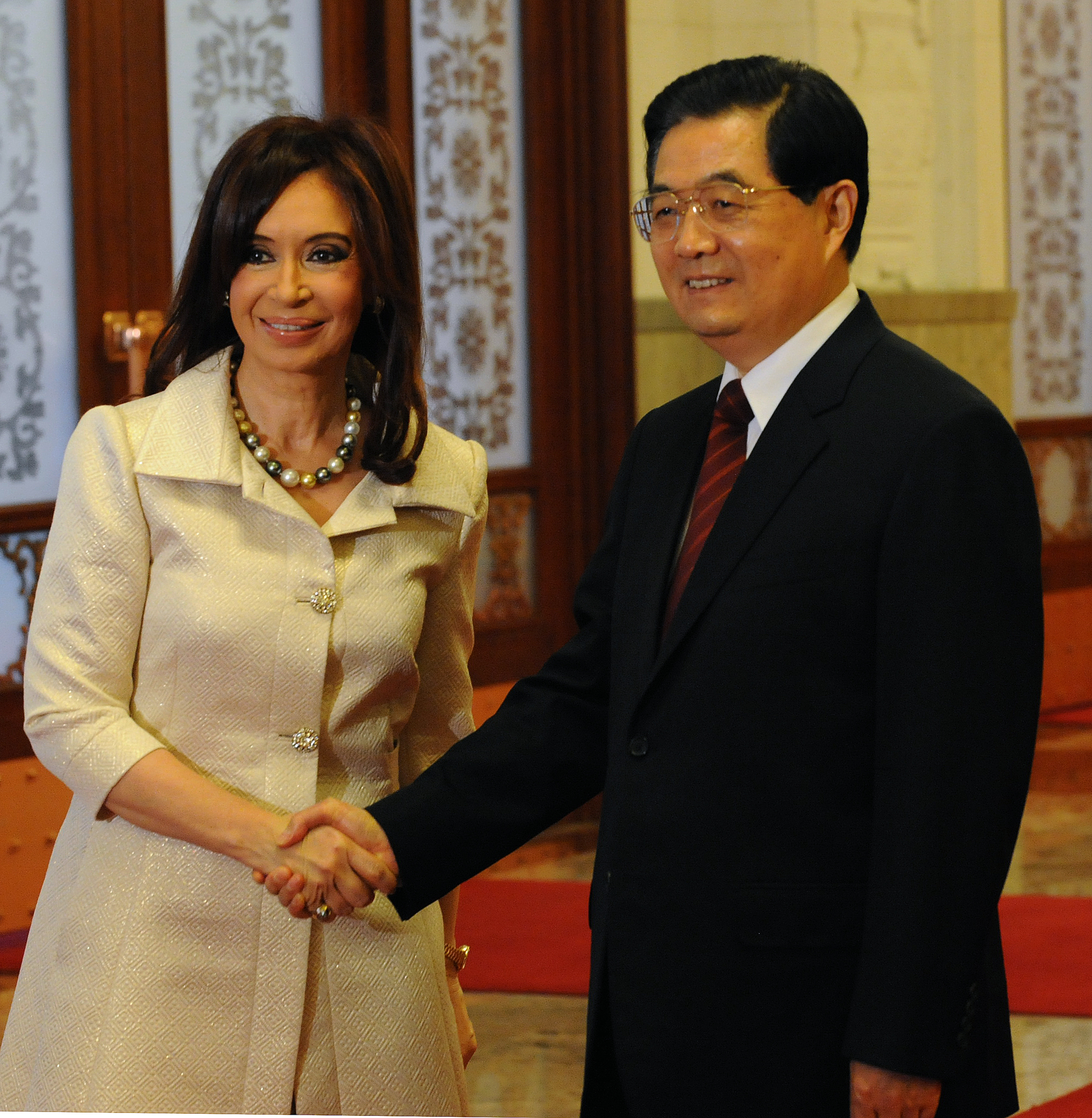
Hu Jintao junto a la presidenta argentina Cristina Fernández de Kirchner durante un encuentro en Beijing, el 13 de julio de 2010.

Los observadores políticos indican que Hu se ha distinguido de su predecesor tanto en lo nacional como en la política exterior. La filosofía política de Hu durante su Presidencia se resume en tres consignas — una "sociedad armoniosa" interna y un "desarrollo pacífico" en lo externo, el primero ayudado por el Concepto Científico de Desarrollo, que busca conjuntos integrados de soluciones a las matrices de los problemas económicos, ambientales y sociales, y reconoce, en los círculos internos, la necesidad de reformas políticas prudentes y graduales. La doctrina del desarrollo científico ha sido escrita en el Partido Comunista y en las constituciones estatales de 2007 y 2008, respectivamente. El papel del partido ha cambiado, tal como fue formulado por Deng Xiaoping y llevado a cabo por Jiang Zemin, de un partido revolucionario a un partido en el poder. Hu continúa con la modernización del partido, buscando tanto el "progreso" del mismo como la transparencia en el Gobierno.
Lo que surge de estas filosofías, a juicio de Hu, es un país con un enfoque sistemático a la estructura nacional y al desarrollo que combina un crecimiento económico dinámico, un libre mercado energizado por un vigoroso sector "no público" (es decir, privado), un severo control político y de los medios de comunicación, con libertades personales pero no políticas, preocupación por el bienestar de todos los ciudadanos, ilustración cultural y un enfoque sinérgico para los diversos temas sociales (la perspectiva científica de desarrollo) que conducen, en la visión de Hu, a una "sociedad armoniosa". En la vista del Gobierno chino, estas filosofías, que han creado un nuevo "modelo chino" de Gobierno, sirven como una alternativa legítima al "modelo de democracia" occidental, particularmente para los países en desarrollo. En palabras de Hu, "una sociedad armoniosa debe tener una democracia, un Estado de Derecho, equidad, justicia, sinceridad, amistad y vitalidad." Dice que dicha sociedad, dará alcance al talento y creatividad de las personas, permitirá que todas las personas compartan la riqueza social alcanzada por la reforma y el desarrollo, y que se forje una relación más estrecha entre el pueblo y el Gobierno. Hu incluso ha hecho hincapié en el potencial de las comunidades religiosas para contribuir al desarrollo económico y social bajo la bandera de la "construcción de una sociedad armoniosa".

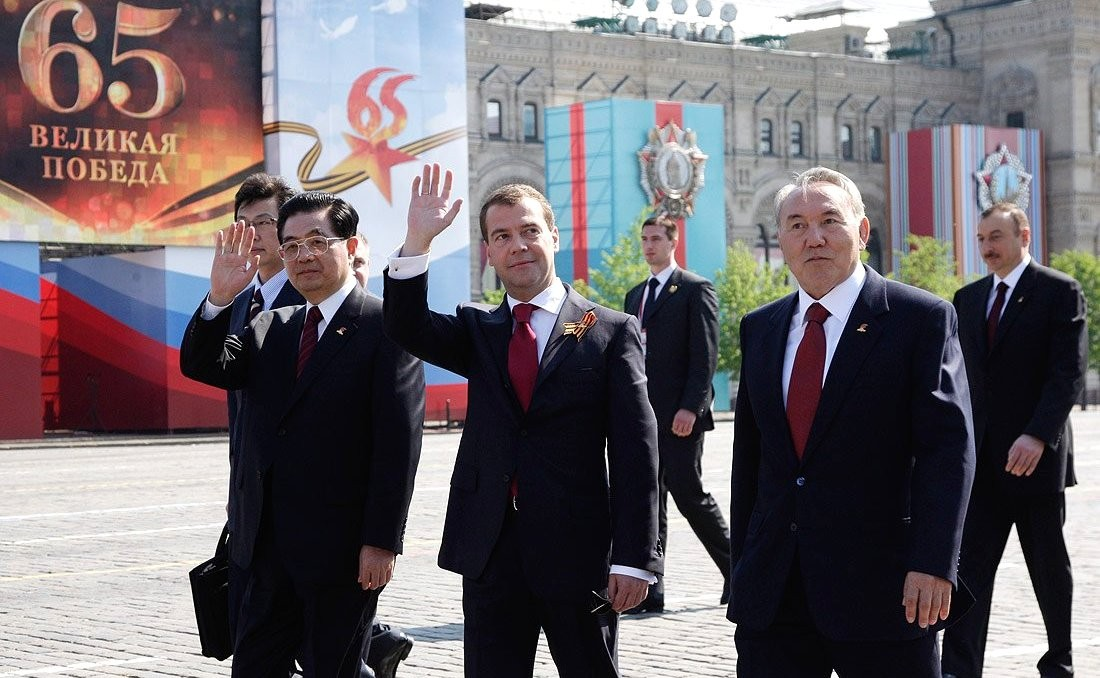
Hu Jintao (izquierda), junto al Expresidente ruso Dmitri Medvédev (centro) y con el presidente kazajo Nursultán Nazarbáyev (derecha), durante el desfile del Día de la Victoria de 2010, en Moscú.

Las críticas occidentales de Hu, particularmente con respecto a los derechos humanos, exponen su hipersensibilidad a la estabilidad social, pero no hacen tanto énfasis en su nuevo compromiso para abordar las múltiples facetas de los problemas sociales de China. El programa pragmático, no ideológico de Hu tiene dos valores fundamentales—mantener la estabilidad social para promover el desarrollo económico y mantener la cultura china para enriquecer la soberanía nacional. En política interior, parece que quiere una mayor apertura al público de las funciones y reuniones del Gobierno. Recientemente, la agencia de noticias china publicó muchos detalles de la reunión del Comité Permanente del Politburó. También canceló muchos eventos que son considerados tradicionalmente como extravagancias comunistas, como las espléndidas ceremonias de despedida y bienvenida de líderes chinos cuando visitan países extranjeros. Además, el liderazgo chino bajo Hu también se ha centrado en problemas tales como la brecha entre ricos y pobres, y el desarrollo desigual entre las regiones costeras e interiores. Tanto el partido como el Estado parecen haberse alejado de la definición de desarrollo centrado exclusivamente en el crecimiento del PIB, hacia una definición que incluye la igualdad social y los efectos al medio ambiente.
En 2004, Hu dio una muestra sin precedentes y ordenó que todos los cuadros de las cinco mayores funciones de poder detuvieran la tradición de ir al retirado distrito costero de Beidaihe para su reunión anual de verano, algo que antes era visto comúnmente como una reunión de las élites gobernantes para decidir el destino de China así como también un derroche innecesario de fondos públicos. La medida fue considerada por el público chino como una actitud simbólica de Hu ante la corrupción.
En junio de 2007, Hu dio un importante discurso en la Escuela Central del Partido que era indicativo de su posición de poder y sus filosofías rectoras. En el discurso de Hu utilizó un tono muy populista para atraer a los chinos comunes, enfocándose seriamente en los recientes retos que ha tenido que enfrentar China, especialmente con respecto a la disparidad de ingresos. Además, Hu destacó la necesidad de una "mayor democracia" en el país. Aunque el término tenga diferentes significados en el partido que en el sentido común occidental, muestra que administración de Hu ha colocado la reforma política como una parte importante de la agenda en los próximos años, un tono que era inexistente en la época de Jiang.

### Control de los medios de comunicación
A pesar de las expectativas iniciales de que Hu era un "liberal no declarado", Hu ha demostrado un enfoque bastante duro ante la liberalización de los medios de comunicación.
Los medios de comunicación recibieron una mayor libertad en los informes de muchos temas de interés popular, como el terremoto de Sichuan de 2008, así como en las malas prácticas en el plano local. El Gobierno también ha sido receptivo a las críticas de su política con los medios de comunicación, por ejemplo, en respuesta a la epidemia del SARS y en lo que respecta a las conmemoraciones públicas del popular, pero depuesto, exdirigente Zhao Ziyang.
Hu ha sido muy cauteloso en relación con la Internet, eligiendo censurar el material políticamente sensible, según la agencia oficial Xinhua para garantizar la seguridad de la información y la "estabilidad nacional".  En febrero de 2007, Hu emprendió más controles en los medios de comunicación nacionales restringiendo las series de televisión con mayor audiencia a exhibir contenido "moralmente correcto" —se opuso a la programación poco culta, incluyendo algunos reality shows— en las emisoras de TV de toda China y listó las "20 áreas prohibidas" de cobertura periodística.

### Taiwán
Al comienzo de su presidencia, Hu se enfrentó al Presidente de Taiwán Chen Shui-bian que apoyaba la independencia de ese Estado. Chen solicitó negociaciones sin condiciones previas, repudiándo el consenso de 1992. Chen Shui-bian y su partido (Partido Democrático Progresista) siguieron expresando su meta por la independencia de jure de Taiwán y formularon declaraciones sobre el estatus político de Taiwán consideradas por la RPC como provocativas. La respuesta inicial de Hu fue una combinación de enfoques "suaves" y "duros". Por un lado, expresó una flexibilidad para negociar sobre muchas cuestiones de interés para Taiwán. Por otro lado, siguió negándose a negociaciones sin condiciones previas y mantuvo su compromiso a favor de la reunificación de China como un objetivo final. Mientras que Hu dio algunos indicios de ser más flexible con respecto a sus relaciones políticas con Taiwán en su declaración del 17 de mayo, donde se ofreció para solucionar el problema del "espacio de vida internacional" de Taiwán, su gobierno permaneció firme en su posición de que la RPC no tolerará cualquier intento del Gobierno Taiwán de declarar la independencia de jure de China.
Después de la reelección de Chen Shui-bian en 2004, el gobierno de Hu cambió sus tácticas, llevando a cabo una política de no contacto con Taiwán debido a Chen Shui-Bian y a las inclinaciones del PDP por la independencia y el repudio al consenso de 1992. El Gobierno mantuvo su fortalecimiento militar contra Taiwán y una vigorosa política de aislar diplomáticamente a la isla. En marzo de 2005, la ley antisecesión fue aprobada por el Asamblea Popular Nacional, formalizando los "medios no pacíficos" como una opción de respuesta a una declaración de independencia de Taiwán.
El gobierno de Hu incrementó los contactos con el Kuomintang (KMT), su antiguo enemigo en la guerra civil china y que aún es un partido importante en Taiwán. El aumento de los contactos culminaron en las visitas del Pan-Azul a la China continental en 2005, incluyendo un histórico encuentro entre Hu y el entonces Presidente del KMT, Lien Chan en abril de 2005. Esta fue la primera reunión entre los dirigentes de los dos partidos desde la conclusión de la Segunda Guerra Mundial.
El 20 de marzo de 2008, el Kuomintang al mando de Ma Ying-jeou ganó la presidencia en Taiwán y una mayoría en el Yuan Legislativo. A partir de entonces Hu se inclinó hacia un enfoque diplomático más 'suave' y abrió el camino para un deshielo en las relaciones entre las dos partes. Una serie de encuentros históricos entre el PCCh y el KMT han ocurrido. El 12 de abril de 2008, Hu Jintao se reunió con el vicepresidente electo de Taiwán Vincent Siew, estando este último como presidente de la Fundación del Mercado Común a través del Estrecho durante el Foro de Boao para Asia. El 28 de mayo de 2008, Hu se reunió con el presidente del KMT, Wu Poh-hsiung, siendo la primera reunión entre los jefes del PCCh y el Kuomintang como partidos gobernantes. Durante esta reunión, Hu y Wu acordaron que ambas partes debían reiniciar el diálogo oficial bajo el consenso de 1992 – donde "ambas partes reconocen que hay sólo una China, pero aceptan diferenciarse en su definición". Wu se comprometió a colocar al nuevo Gobierno de Taiwán en contra de la independencia de ese Estado; Hu se comprometió con que su Gobierno abordaría las preocupaciones del pueblo de Taiwán en cuanto a seguridad, dignidad y el "espacio de vida internacional", con la prioridad de permitir a Taiwán a participar en la Organización Mundial de la Salud.
Además en el diálogo de partido a partido, el diálogo gubernamental tuvo lugar de facto a través de la Fundación para los Intercambios a través del Estrecho y la Asociación para las Relaciones a Través del Estrecho de Taiwán en junio de 2008 sobre la base del consenso de 1992, con la primera reunión celebrada en Beijing. Hu y su nuevo homólogo Ma Ying-jeou convinieron que el consenso de 1992 es la base para las negociaciones entre los dos lados del estrecho de Taiwán. El 26 de marzo de 2008, Hu Jintao mantuvo una charla telefónica con el entonces Presidente estadounidense George W. Bush, en la que se convirtió en el primer líder chino en reconocer oficialmente el consenso de 1992. En diciembre de 2008, después de varios meses de negociaciones, las dos partes acordaron la reanudación de los tres enlaces, es decir, la reapertura del correo, comercio y enlaces aéreos directos entre las dos partes. Las relaciones han sido cordiales desde entonces entre los dos lados y el comercio aumentó enormemente, culminando con la firma del Acuerdo Marco de Cooperación Económica (AMCE) en 2010.

## Reportaje sobre la fortuna del primer ministro
El 26 de octubre de 2012, el gobierno chino vetó al periódico digital The New York Times luego que demostrara en un informe que el primer ministro chino y sus familiares y allegados habían amasado millones de dólares ilicitamente como parte de su fortuna personal. Asimismo, se censuró en Sina Weibo (el equivalente chino de Twitter) todas las búsquedas relacionadas con el reportaje.